# 鳳園谷

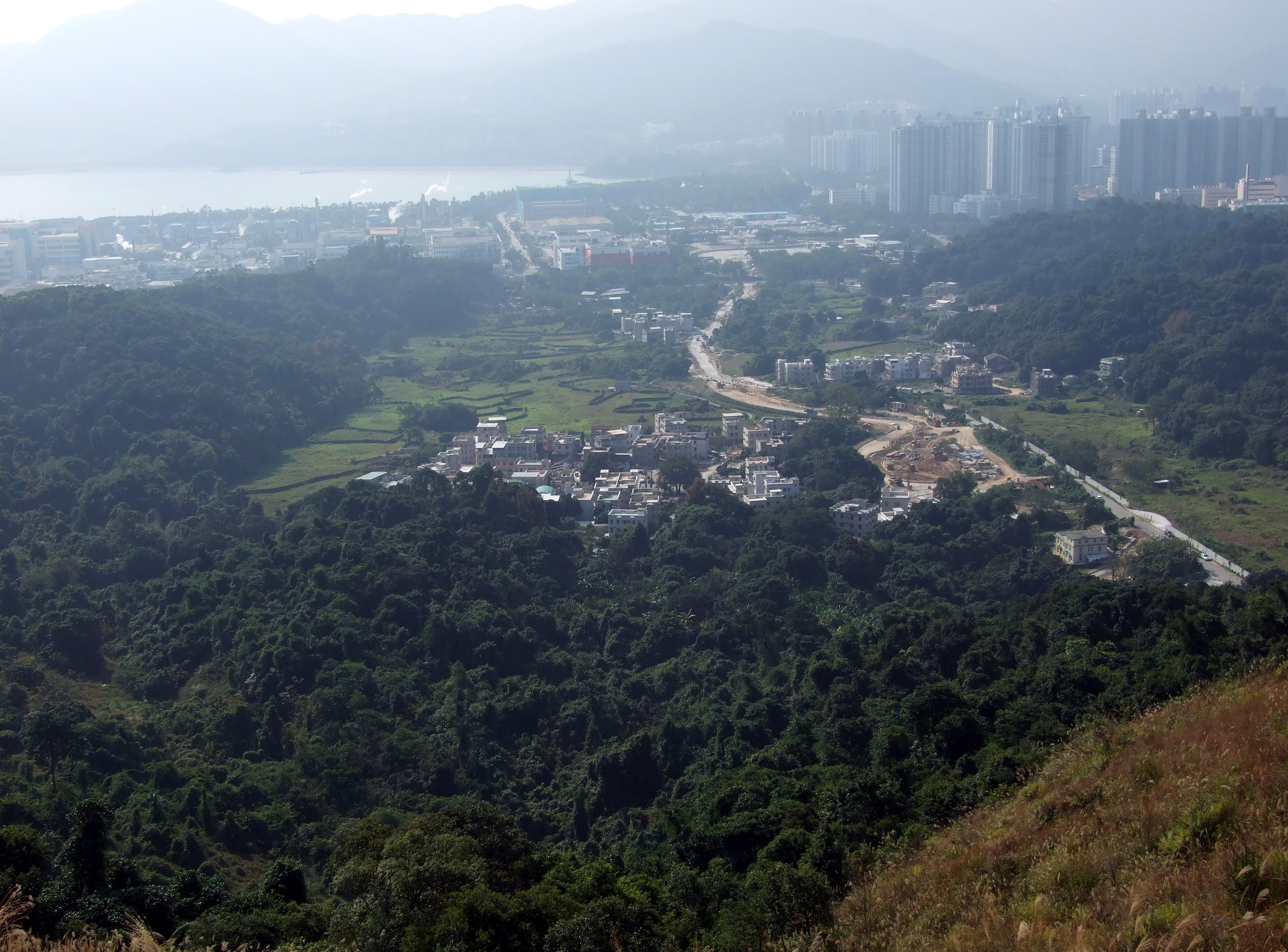
2010年的鳳園谷一片綠色環境，是一個河谷

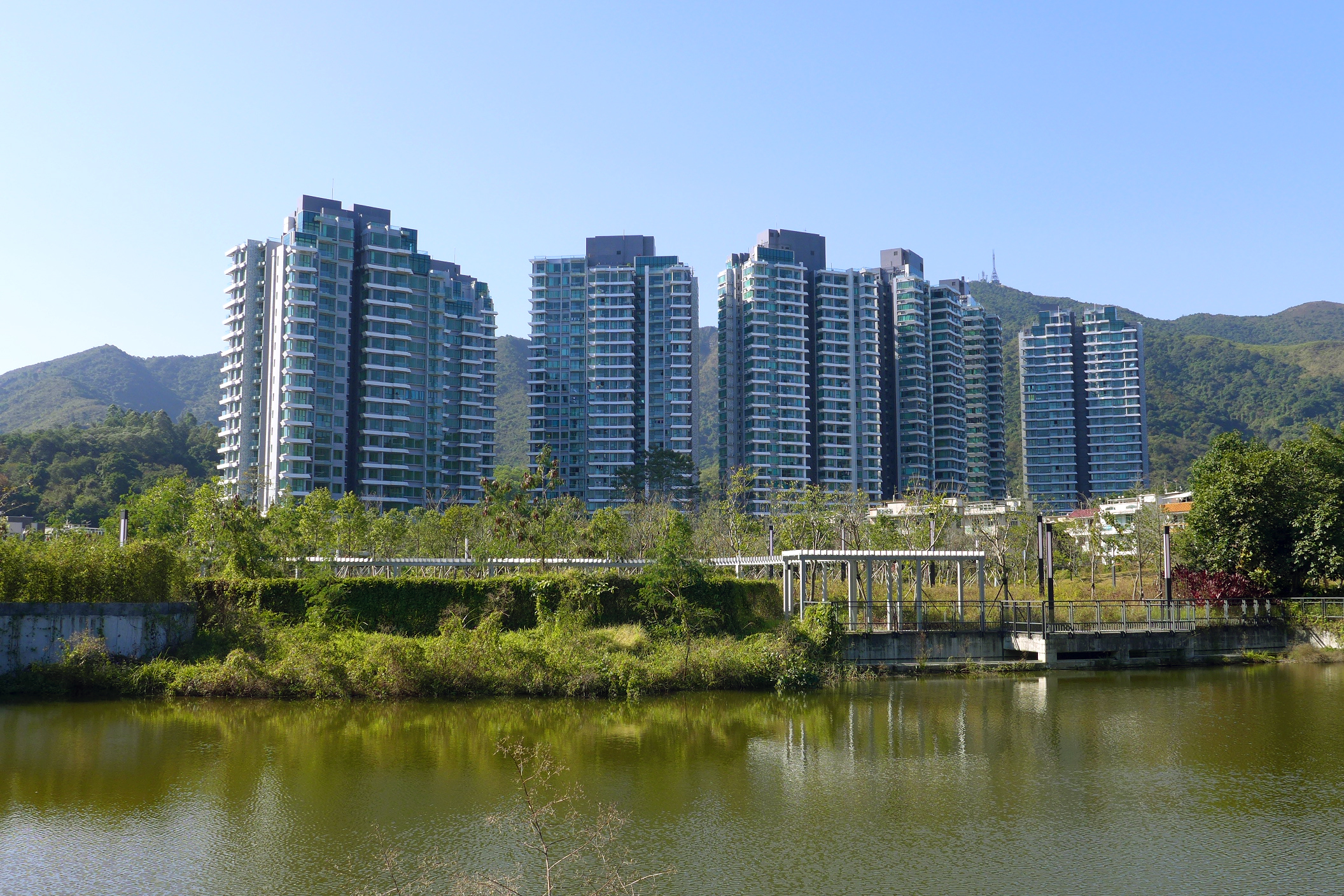
嵐山

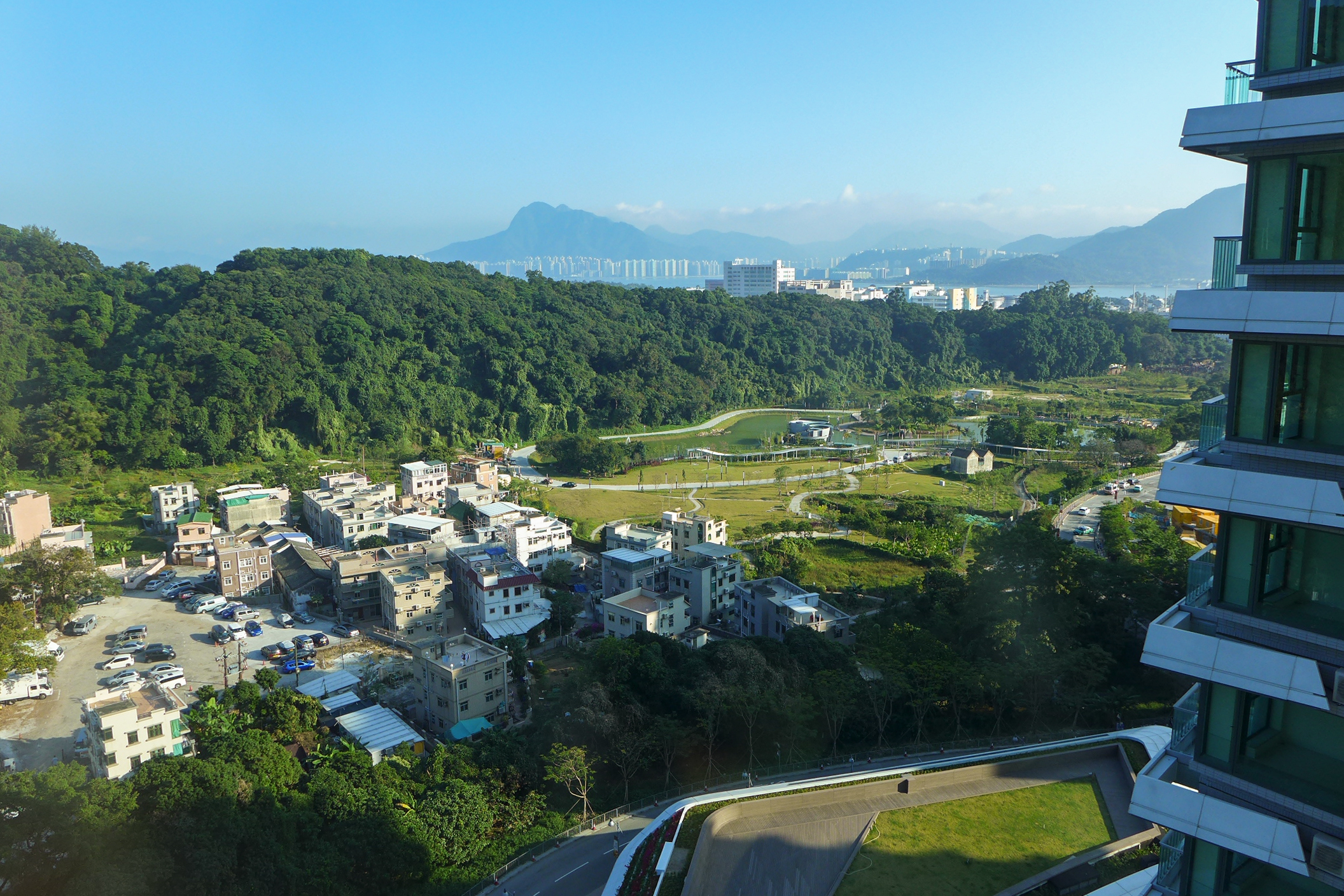
嵐山東南部分保留作農業用途，為鳳園的「綠肺」農業用途，佔地逾100萬方呎的「芊色花園」，但一直未有對外開放，到2018年12月部分範圍發展為「蝶豆花園」有機農莊。

鳳園谷位於香港新界大埔區鳳園老圍北面近山處，面積約42公頃，鄰近香港教育大學。1980年被漁農自然護理署選為其中一個具特殊科學價值地點。2005年11月香港政府在新自然保育政策下，決定撥款在鳳園谷推行土地管理協議試驗計劃，由環保協進會在鳳園私人擁有的具特殊科學價值地點進行蝴蝶保育工作，為期2年。

## 歷史
鳳園谷是一個生態價值高的地方，風水林中長有很多罕有植物，亦發現有180種蝴蝶（佔全港發現品種的七成半）。
長實擁有鳳園谷毗鄰的土地，在2003年計劃作綜合發展用地。在2008年的方案中可建樓面達120萬方呎，計畫興建230座3至28層高住宅，提供共1428伙單位。
但此舉被指會影響鳳園谷的生態環境，危害蝴蝶的生存。到2014年發展為大型私人屋苑綜合發展項目嵐山，被環保團體質疑工程過界，入侵保育蝴蝶的緩衝區。項目東南部分保留作農業用途，為鳳園的「綠肺」農業用途，佔地逾100萬方呎的「芊色花園」，但一直未有對外開放，處於荒廢狀態。到2018年12月，部分花園範圍經簡單修復後，改稱為「蝶豆花園」有機農莊，接受團體預約和市民參觀，2019年初正式營業。
另一方面，鳳園亦曾被發現有野戰發燒友進行非法野戰活動，並遺下一些垃圾。
而在鳳園谷西側的高地，政府於2016年開始在該處建造公屋富蝶邨。

## 區議會議席分佈
由於鳳園人口稀少，所以往往跟沙羅洞、九龍坑等鄉村範圍劃為同一個選區。
| 範圍／年度 | 2000-2003  | 2004-2007  | 2008-2011  | 2012-2015  | 2016-2019  | 2020-2023  |
| ---------- | ---------- | ---------- | ---------- | ---------- | ---------- | ---------- |
| 整個鳳園   | 康樂園選區 | 康樂園選區 | 康樂園選區 | 康樂園選區 | 康樂園選區 | 康樂園選區 |

註：以上主要範圍尚有其他細微調整（包括編號），請參閱有關區議會選舉選區分界地圖及條目。

## 資料來源
1. ↑  . 星島日報. 2008-07-26  [2017-07-07].[永久]
2. ↑  . 東方日報. 2013-09-06  [2017-07-07]. （原始内容存档于2021-03-03）.
3. ↑  . Catalyst News HK.   [2018-12-18].

## 外部連結
- 鳳園蝴蝶保育區 （页面存档备份，存于）
- 本土品味－鳳園蝴蝶保育區 （页面存档备份，存于）